# Чинто Еуганео
Чинто Еуганео је насеље у Италији у округу Падова, региону Венето.
Према процени из 2011. у насељу је живело 399 становника. Насеље се налази на надморској висини од 19 м.

## Становништво
Према резултатима пописа становништва 2011. у општини је живело 2.023 становника.
| 1951. | 1961. | 1971. | 1981. | 1991. | 2001. | 2011. |
| ----- | ----- | ----- | ----- | ----- | ----- | ----- |
| 3.452 | 2.483 | 2.203 | 2.103 | 2.062 | 2.039 | 2.023 |